# Билак, Олаву
Олаво Билак (порт.-браз. Olavo Bilac; 16 декабря 1865, Рио-де-Жанейро — 28 декабря 1918, Рио-де-Жанейро) — бразильский поэт-парнасец, журналист и переводчик. В 1907 году был назван журналом Fon-Fon «принцем бразильских поэтов». Известен как автор текста гимна бразильскому флагу. Был одним из основателей и 15-м членом Бразильской академии литературы с 1897 года до своей смерти в 1918 году. Также считался «покровителем» военной службы в Бразилии благодаря организованной им кампании в пользу призыва и высказываний в пользу обязательной военной службы.
Родился в Рио-де-Жанейро. Уже в 15 лет стал студентом Федерального университета, где начал изучать медицину, но не окончил курс. Позже поступил на юридический факультет в университет Сан-Паулу, но не окончил и его, будучи увлечён журналистикой и литературным творчеством. В итоге ему удалось поступить на государственную службу и стать школьным инспектором. Его первый сонет был опубликован в газете  Gazeta de Notícias в 1884 году. В 1891 году был на четыре месяца арестован вследствие участия в протестах против режима президента Флориану Пейшоту. Также известен тем, что, потеряв управление своим автомобилем и врезавшись в дерево в 1897 году, стал первым человеком в Бразилии, попавшим в автомобильную аварию.
Помимо поэзии, являлся автором сатирических произведений, рассказов, хроник, детской поэзии, нескольких учебников. Никогда не был женат и не имел детей. В 1917 году, не имея высшего образования, стал почётным профессором университета Сан-Паулу. Был похоронен на кладбище Иоанна Крестителя в Рио-де-Жайнеро.